# Hinrich Schuldt
Hinrich Schuldt (14 de enero de 1901 - 15 de marzo de 1944) fue un militar alemán y oficial de las Schutzstaffel con el grado SS de Brigadeführer, formando parte de las Waffen-SS. Es recordado como el ganador de la Cruz de Caballero de la Cruz de Hierro en el año 1942.

## En la Armada como oficial naval
Desde 1922, actuó como un candidato para los funcionarios de la Kriegsmarine (Marina de Guerra) en 1926 el Teniente Tzur zee, sirvió en el acorazado Alsacia. En 1928, abandonó la Armada, y pasó a desarrollar la labor de profesor y jefe del curso político-militar de la organización.

## Miembro de las SA
Miembro de las SA con el número 242.677, desde el 12 de diciembre de 1933 se convierte en un Sturmführer SS Comandante de dicha formación, después se unió a una tercera causa el Leibstandarte SS Adolf Hitler. En marzo de 1935 ascendió a Hauptsturmführer. Desde la primavera de 1938 fue el primer Comandante del Batallón de Banderas (Regimiento) SS Deutschland.

## Participación en la Segunda Guerra Mundial
Fue ascendido a Sturmbannführer, con el comienzo de la Segunda Guerra Mundial fue el comandante del Primer Batallón del 3.º Regimiento Pantsergrenaderskogo SS y posteriormente, el primer comandante del batallón del 4.º Regimiento de infantería mecanizada SS. Participó en las batallas de Polonia en 1939 y en Occidente en 1940. El 5 de julio de 1941 fue Comandante del 4.º Regimiento de infantería mecanizada Ostmark de las Waffen-SS División SS Totenkopf. El Regimiento recibió a la 17.º División de Infantería, y participó en los combates en el Frente Oriental. Combatieron en Leningrado, luego el regimiento fue trasladado a Cracovia, donde es integrado a la División SS Das Reich. Desde el 1 de septiembre de 1941 es ascendido a Obersturmbannführer. En diciembre de 1941 a de marzo de 1942 participó en grandes batallas de defensa en virtud de la ciudad Yunovom Yuh Nov-Vyazma, tiempo durante el cual el número del regimiento se redujo de 3 mil a 180 hombres. El 5 de abril de 1942 en contraste fue galardonado con la Cruz de Caballero de la Cruz de Hierro.
Desde el 1 de agosto de 1942 ascendió a Standartenführer. El 21 de diciembre de 1942 hasta el 15 de marzo de 1943 es nombrado Comandante de la 2.º Brigada CC Shuldt (otro nombre que se le daba fue el de: grupo de combate kampfgruppe Schuldt), integrado por el 100.º Batallón de Avia Polevoy Hermann Göring, 1.º SS Standartenführer Adolf Hitler, 7.º Batallón Leibstandarte SS Adolf Hitler, además del Batallón de Mantenimiento Führer. La brigada operó en la parte meridional del frente soviético-alemán, mantuvo la defensa en Mílerovo-Meshkov, intentando disuadir el avance de las tropas soviéticas en dirección al río Donéts. El 1 de enero de 1943 se incorporó al equipo de la 6.ª División de Tanques, más tarde el 15 de marzo de ese año esta división se disolvió. El 2 de abril de 1943 fue galardonado con la Cruz de caballero con hojas de roble y espadas.
El 1 de septiembre de 1943 fue nombrado Comandante de la 2.º Brigada de voluntarios SS Letonia, que comandó hasta su muerte (en enero de 1944 se transformó en la 19.º División de Granaderos SS). En poco tiempo, creó una unidad capaz, que más tarde participó en la defensa de la pasada y la posterior Volkhov en batallas de retaguardia. A finales de 1943 fue investido como Oberführer.
Murió por la acción de un antitanque en la batalla de Newel en 1944.
El 16 de marzo de 1944 fue promovido a título póstumo como Brigadeführer, también se le nombró comandante general de las Waffen-SS oficialmente a partir del 14 de marzo del mismo año. El 25 de marzo de 1944 se le concedió a título póstumo a otros efectivos caídos en combate la Cruz de Caballero de la Cruz de Hierro. Su nombre Hinrich Schuldt fue otorgado al 43.º Regimiento de Granaderos Waffen-SS.

## Condecoraciones recibidas por Hinrich Schuldt
- Medalla de herido en plata
- Medalla de Asalto de Infantería en plata
- Cruz de Hierro (1939)
  - De Segunda Clase (24 de octubre de 1939)
  - De Primera Clase (octubre de 1941)
- Cruz Alemana en Oro (21 de abril de 1943)
- Cruz de Caballero de la Cruz de Hierro
  - Cruz de Caballero (5 de abril de 1942)
  - 220. Hojas de roble (2 de abril de 1943)
  - 56. Espadas (25 de marzo de 1944)
- Mencionado en el Wehrmachtbericht el 29 de febrero de 1944